# ナスレディーヌ・ディネ
ナスレディーヌ・ディネ（Nasreddine Dinet、または Nasr’Eddine Dinet、イスラム改宗前の名:Alphonse-Étienne Dinet、1861年3月28日 - 1929年12月24日）はフランスの画家である。「オリエンタリズム」の画家で、オリエンタリスト画家協会(Société des Peintres Orientalistes)の創設者の一人である。北部アフリカの文化に魅了され、イスラム教に改宗し、アラビア語にも習熟した。

## 略歴
パリに生まれた。父親は判事であった。パリの名門校(Lycée Henry IV)を卒業し、1881年にパリの高等美術学校に入学し、ピエール＝ヴィクトール・ガラン(Pierre-Victor Galland)の教室で学んだ。翌年アカデミー・ジュリアンでウィリアム・アドルフ・ブグローやトニ・ロベール＝フルーリーに学んだ。
1884年に昆虫学者のチームの一員としてアルジェリア南部のブー・サアーダ(Bou Saâda)を初めて訪れた。翌年、政府の学術調査隊に加わり、同じアルジェリアのラグアットを訪れた 。この時初めてアルジェリアを描いた。
1889年のパリ万国博覧会の展覧会に出展し、銀賞を受賞した。1890年にエルネスト・メソニエ、オーギュスト・ロダンらが再建した国民美術協会の、会員となった。1887年にリュクサンブール美術館の館長、レオンス・ベネディットとオリエンタリスト画家協会(Société des Peintres Orientalistes)を創設した。
1903年にアルジェリアのブー・サアーダに家を買い、1年の3/4をそこで過ごすことになった。北部アフリカの文化に魅了されたので後にイスラムに改宗することになった。1908年に手紙で改宗を知らせ、公式には1913年に改宗し名前もNasr'Eddine Dinetと改めた。1929年に妻とメッカへのハッジ(巡礼)を行った。
「オリエタリズム」の画家として、写実的で民俗学的な興味が感じられるような正確さをもった画風であった。アラビア語の知識により、1898年に 6世紀アラビアの詩人アンタラ・イブン・シャッダード (Antarah ibn Shaddad）の叙事詩をフランス語に翻訳して出版した
。
1896年にレジオンドヌール勲章（シュバリエ）を受勲した。

## 作品

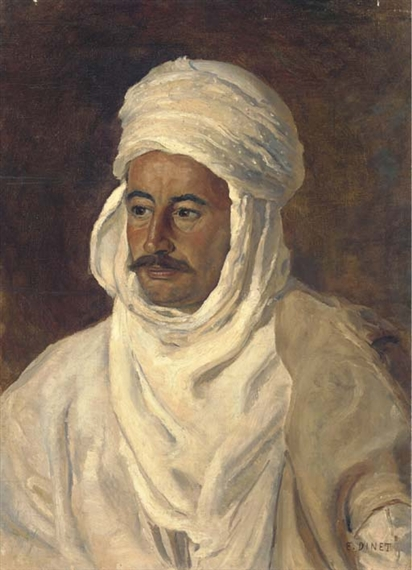
"Portrait de Ahmed es Seghir"
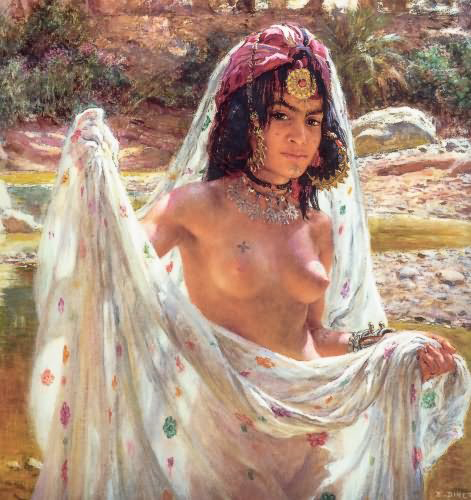
"Raoucha" (1901)
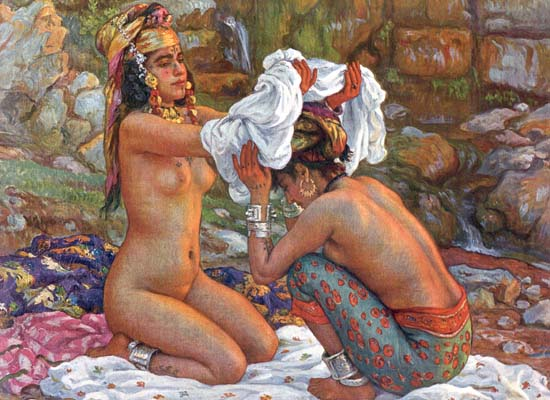
"Baigneuses"
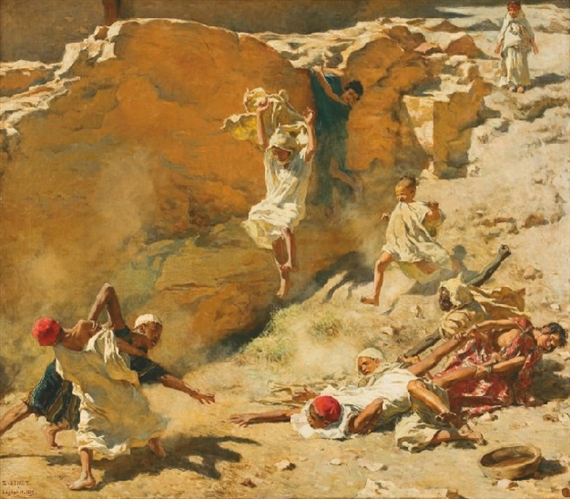
"Combat autour d'un sou"
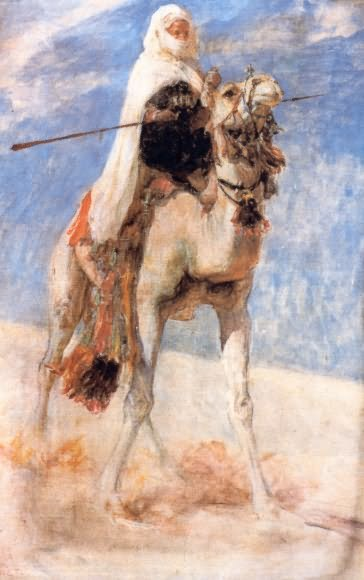
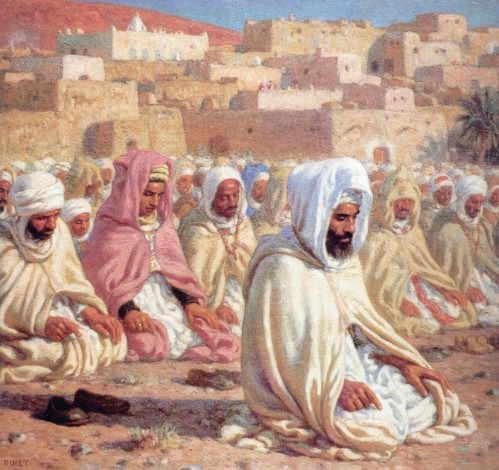
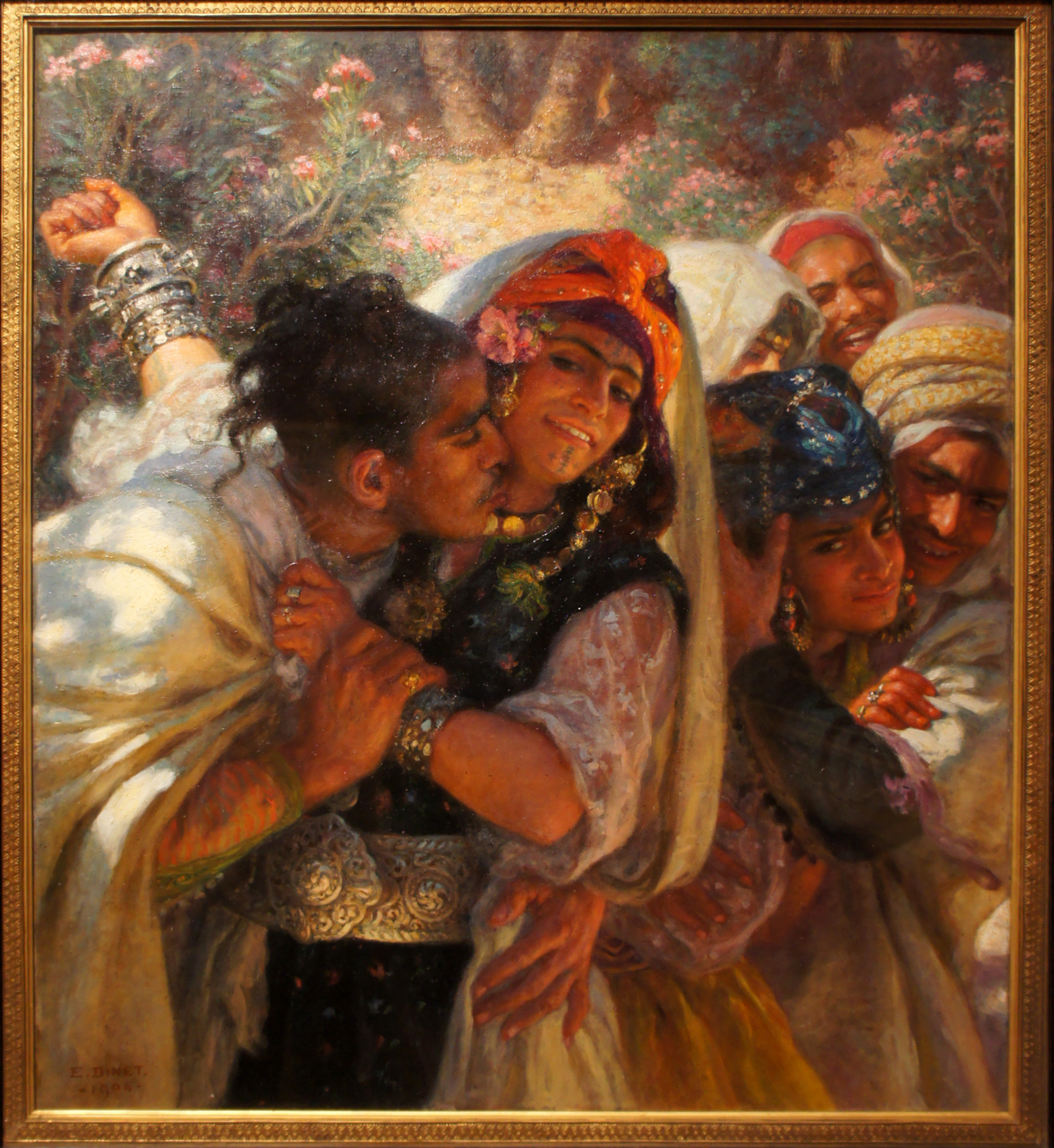
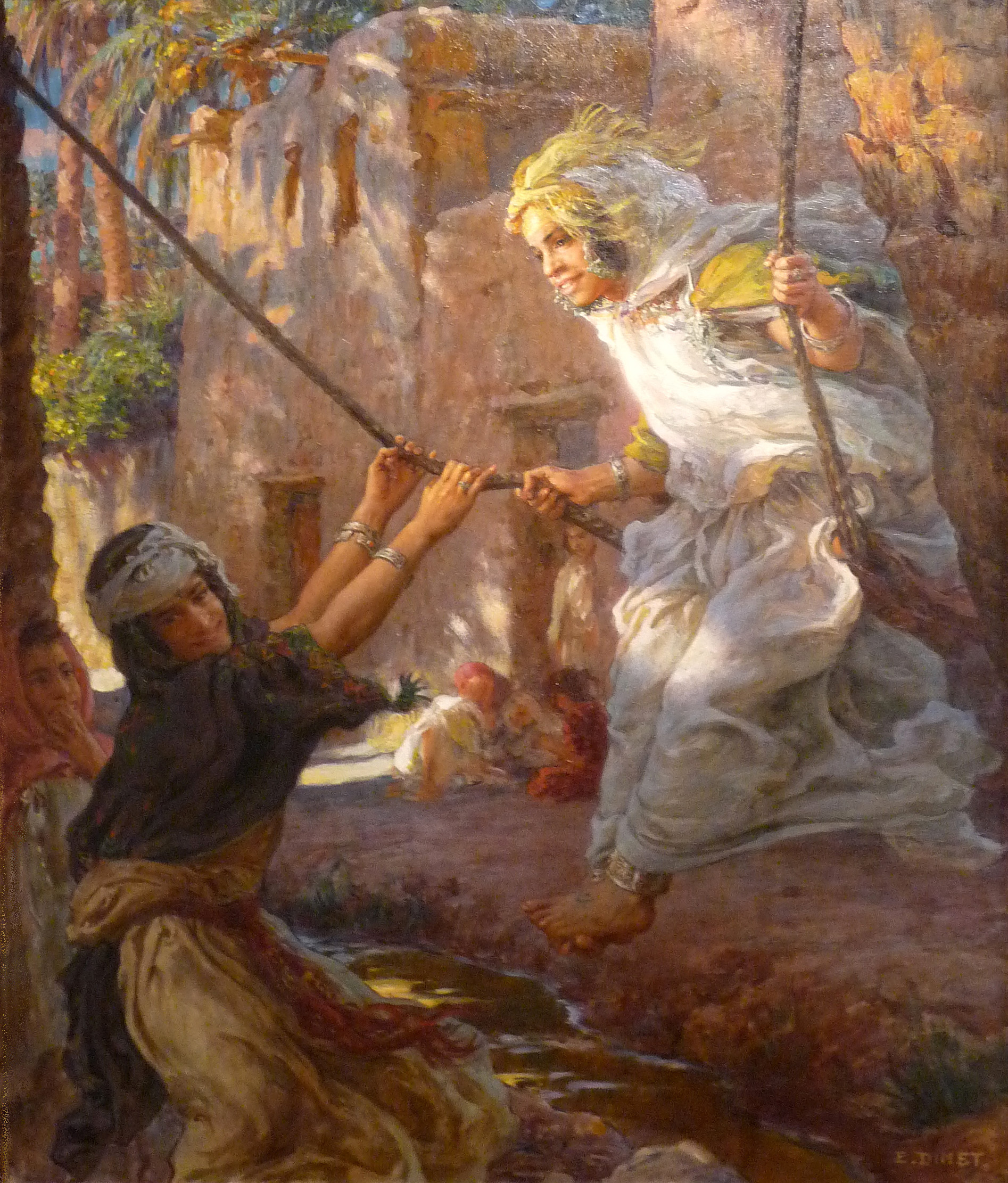